# Grogu
Din Grogu, cunoscut și ca Baby Yoda, este un personaj fictiv din serialul The Mandalorian. În ciuda similarităților și a poreclei, personajul nu este o variantă mai tânără a celebrului Yoda. Personajul a fost creat de Jon Favreau și Dave Filoni.